# الجسر الزجاجي (زانغجياجي)
جسر تشانغجياجيه الزجاجي (بالصينية: 张家界大峡谷玻璃桥) جسر زجاجي معلق ومدعم بالكوابل يقع في مدينة تشانغجياجيه في الصين فوق منطقة ولينغيوان، بُني الجسر كعامل جذب للسياح، أرضية الجسر شفافة تسمح بمشاهدة المناظر أسفل الجسر، وهو أطول وأعلى جسر زجاجي معلق في العالم، أفتتح الجسر في 20 أغسطس سنة 2016،
يقع الجسر بين واديين جبليين في حديقة زانغجياجي الوطنية للغابات في مقاطعة خونان في وسط الصين، وفقاً للتصميم يمكن للجسر تحمل ما يصل إلى 8000 زائر في وقت واحد، يتكون الجسر من أكثر من 120 لوح زجاجي وكل لوح يتكون من ثلاث طبقات سميكة، يبلغ ارتفاع الجسر عن أدنى نقطة في الوادي 300 متر، طول الجسر 430 مترً وعرضة 6 أمتار، بلغت تكلفة المشروع 22 مليون يوان صيني حوالي ( 3 ملايين $أمريكي)، أغلق الجسر أمام الزوار بعد أيام قليلة من أفتتاحة بسبب «الحاجة الملحة لتحسين وتحديث البنية التحتية مثل أماكن ركن السيارات ونظام حجز التذاكر حجز وخدمة العملاء» بحسب الإدارة المسؤولة عن الجسر.